# Olle Wänlund
Olof Bengt Konstantin „Olle” Wänlund (ur. 12 września 1923 w Sztokholmie – zm. 11 stycznia 2009 w Täby) – szwedzki kolarz szosowy, brązowy medalista mistrzostw świata.

## Kariera
Największy sukces w karierze Olle Wänlund osiągnął w 1948 roku, kiedy zdobył brązowy medal w wyścigu ze startu wspólnego amatorów podczas mistrzostw świata w Valkenburgu. W zawodach tych wyprzedzili go jedynie jego rodak Harry Snell oraz Belg Liévin Lerno. Był to jednak jedyny medal wywalczony przez Wänlunda na międzynarodowej imprezie tej rangi. W 1950 roku wygrał szwedzki Östgötaloppet oraz zdobył mistrzostwo kraju w drużynowej jeździe na czas. Zdobył także złote medale w drużynie na mistrzostwach krajów nordyckich w latach 1946 i 1950. W 1948 roku wziął udział w igrzyskach olimpijskich w Londynie, gdzie nie ukończył wyścigu ze startu wspólnego i nie był klasyfikowany w wyścigu drużynowym.